# Laure Sainclair
Laure Sainclair, właściwie Laurence Fontaine (ur. 24 maja 1972 w Rennes, w regionie Bretania, w departamencie Ille-et-Vilaine) – francuska aktorka filmów pornograficznych. Wcześniej pracowała jako modelka.

## Kariera w przemyśle pornograficznym
Była wziętą modelką, kiedy wzięła udział w rozbieranej sesji zdjęciowej dla magazynów erotycznych. Początkowo brała udział w filmach kręconych w Perpignan: Druuna s'offre à toi, Bi Défi 4 i Maud s'offre à toi. W 1995 roku podczas gali przemysłu erotycznego w Rennes, po tańcu na scenie została zauważona przez uczestników targów. W sierpniu 1995 roku podpisała kontrakt z kompanią Marca Dorcela i zadebiutowała w filmie Talizman (Le Le désir dans la peau, 1996) u boku Christophera Clarka. Za tytułową rolę w filmie Apetyt na Laurę (La Fièvre de Laure, 1997) odebrała nagrodę na European X Festival 1997 w kategorii Najlepsza europejska aktorka. Nagrodę Hot D’Or w Cannes w 1997 roku przyniósł jej występ w obrazie Dręczona pożądaniem (L'Indécente aux enfers, 1997). Na festiwalu Euroticon'98 w Brukseli została nagrodzona tytułem najlepszej aktorki podczas targów i zdobyła nagrodę za najlepszą scenę w filmie Pamiętnik grzechem pisany (Journal d' une infirmire, 1997). W 1998 roku wystąpiła w pierwszym amerykańskim filmie Wicked Weapon z Peterem Northem.

## Kariera po odejściu z przemysłu pornograficznego i życie osobiste
Po odejściu z filmowego przemysłu pornograficznego poznała starszego od niej o osiem lat producenta Hervé’a Le Brasa, z którym wykonywała „gale striptizu”. Związała się z nim w 2000 roku. W 2002 roku wystąpiła u boku Ticky Holgado w komedii Le Temps du RMI w reżyserii Farida Fedjera. Zarówno ta, jak i kilka innych, mniej znaczących ról (m.in. rola aktorki pornograficznej w filmie Martwi za życia w reżyserii Oliviera Dahana) nie doprowadziły do rozwoju jej kariery aktorskiej. Próbowała sił także w muzyce. Nagrała dwie piosenki (Pourquoi tu pars? oraz Vous), ale próba kariery w przemyśle muzycznym zakończyła się fiaskiem. Żadnej z piosenek nie udało się uzyskać pozycji w pierwszej setce zestawienia przebojów muzycznych we Francji. Poza tym mniejsza liczba występów scenicznych spowodowała problemy finansowe. Między Laure i Hervém rozpoczęły się sprzeczki. W czerwcu 2004 roku złożyła na policji skargę na Le Brasa w związku z brutalnym traktowaniem i powtarzającymi się groźbami pod jej adresem. W sierpniu 2004, kiedy została pobita, ponownie złożyła skargę. Rozstali się w 2005 roku. Przed sądem Laure oskarżyła swojego partnera o przemoc i gwałty popełnione w listopadzie 2005 roku. Według jej zeznań, miał on brutalnie zmuszać ją do podpisania kontraktu na wyłączność, przy czym miał ją zgwałcić waginalnie i analnie, nazywając „dziurą do p...”. W 2012 roku Hervé Le Bras jako sprawca przemocy wypłacił odszkodowanie za gwałt, przy czym sąd skazał go na 18 miesięcy więzienia, warunkowo zawieszając wykonanie kary. Po rozstaniu z Hervém Laure zamieszkała z niepełnosprawnym mężczyzną, z którym – jak sama mówiła – „nie uprawia seksu”.

## Filmografia

### Filmy erotyczne
- 1995: Sexy Zap (film telewizyjny)
- 1995: Aphrodisia (serial telewizyjny), reż. Urs Buehler – jako Karla (7 odcinków, emitowany w latach 1996-1997)

### Filmy pornograficzne
- 1996: Talizman (Le Le désir dans la peau), reż. Marc Dorcel – jako Silvie
- 1996: Miłość Laury (L'Amour de Laure), reż. Christoph Clark – jako Laure
- 1997: Pamiętnik grzechem pisany (Journal d' une infirmire), reż. Marc Dorcel
- 1997: Dręczona pożądaniem (L'Indécente aux enfers), reż. Marc Dorcel
- 1997: Umowa z aniołami (Le Contrat des Anges), reż. Marc Dorcel – jako Sophie
- 1997: Labirynt (Labyrinthe), reż. Alain Payet
- 1998: Hotel pod Amorem (Poker de charme) – jako Celia St. Jean
- 1998: Umowa z aniołami 2 (Le Contrat des Anges 2), reż. Marc Dorcel – jako Sophie
- 1998: Iluzje (Illusions), reż. Marc Dorcel
- 1997: Apetyt na Laurę (La Fièvre de Laure), reż. Marc Dorcel jako Laure
- 1997: Noce pani prezydent (Les Nuits de la présidente), reż. Alain Payet jako prezydent
- 1998: Piętno grzechu (L' Empreinte du vice), reż. Marc Dorcel
- 1998: Martwi za życia (Déjà mort), reż. Olivier Dahan – jako aktorka porno
- 1998: Zaskakujący spadek (L'Héritage de Laure), reż. Christoph Clark – jako Laure
- 2001: Cena luksusu (Le Prix de la Luxure), reż. Marc Dorcel

### Filmy fabularne
- 1998: Martwi za życia, reż. Olivier Dahan – jako aktorka pornograficzna
- 1999: Poker de charme (film telewizyjny), reż. Jean-Marc Vasseur – jako Celia St. Jean
- 1999: Quand on est amoureux c'est merveilleux (film krótkometrażowy), reż. Fabrice Du Welz – jako Rosa
- 2002: le Temps du RMI, reż. Farid Fedjer
- 2002: Diesel nostalgie (film krótkometrażowy), reż. Laurent Germain Maury – jako L'androïde

## Nagrody
| Rok  | Nagroda                                | Kategoria                                        | Rola             | Film                                                                          | Studio                  |
| ---- | -------------------------------------- | ------------------------------------------------ | ---------------- | ----------------------------------------------------------------------------- | ----------------------- |
| 1996 | European X Festival (Bruksela, Belgia) | Najlepsza aktorka francuska X                    | Laure            | Apetyt na Laurę (La Fièvre de Laure, 1997), reż. Serge De Beaurivage          | Vidéo Marc Dorcel (VMD) |
| 1996 | Hot d’or                               | Najlepsza europejska gwiazda filmowa             | –                | –                                                                             | –                       |
| 1997 | European X Festival (Bruksela, Belgia) | Najlepsza aktorka europejska                     | –                | –                                                                             | –                       |
| 1997 | Hot d’or                               | Najlepsza aktorka europejska                     | Laurie           | Dręczona pożądaniem (L'Indécente aux enfers, 1997), reż. Marc Dorcel          | Vidéo Marc Dorcel (VMD) |
| 1997 | Hot d’or                               | Najlepsza kampania marketingowa - Platynowy film | pokojówka Barbie | Księżniczka i dziwka (La Princesse et la Pute, 1996), reż. Marc Dorcel        | Vidéo Marc Dorcel (VMD) |
| 1997 | Prague Erotica Sex (Czechy)            | Najlepsza aktorka europejska                     | –                | –                                                                             | –                       |
| 1997 | Eroticon Warsaw Award (Polska)         | Najlepsza scena                                  | Laure            | Pamiętnik grzechem pisany (Journal d'une infirmière, 1997), reż. Michel Barny | Vidéo Marc Dorcel (VMD) |
| 1998 | Ninfa                                  | Najlepsza aktorka europejska                     | Pani Prezydent   | Noce pani prezydent (Les Nuits de la présidente, 1997), reż. Alain Payet      | Vidéo Marc Dorcel (VMD) |
| 1998 | European X Festival (Bruksela, Belgia) | Najlepsza aktorka europejska                     | –                | –                                                                             | –                       |
| 1999 | Hot d’or                               | Nagroda honorowa                                 | –                | –                                                                             | –                       |